# Proszynskiana
Genre
Proszynskiana est un genre d'araignées aranéomorphes de la famille des Salticidae.

## Distribution
Les espèces de ce genre se rencontrent en Asie.

## Liste des espèces
Selon World Spider Catalog (version 25.5, 10/09/2024) :
- Proszynskiana aeluriforma Logunov & Rakov, 1998
- Proszynskiana deserticola Logunov, 1996
- Proszynskiana iranica Logunov, 1996
- Proszynskiana izadii Azarkina & Zamani, 2019
- Proszynskiana logunovi Azarkina & Zamani, 2019
- Proszynskiana mongolica Logunov, 2024
- Proszynskiana starobogatovi Logunov, 1996
- Proszynskiana zonshteini Logunov, 1996

## Systématique et taxinomie
Ce genre a été décrit par Logunov en 1996 dans les Salticidae.

## Étymologie
Ce genre est nommé en l'honneur de Jerzy Prószyński.

## Publication originale
- Logunov, 1996 : « Salticidae of Middle Asia. 3. A new genus, Proszynskiana gen. n., in the subfamily Aelurillinae (Araneae, Salticidae). » Bulletin of the British Arachnological Society, vol. 10, no 5, p. 171-177 (texte intégral).